# Gunnar Asmussen
Gunnar Henry Asmussen (ur. 10 maja 1944 w Aarhus) – duński kolarz torowy i szosowy, mistrz olimpijski.

## Kariera
Największy sukces w karierze Gunnar Asmussen osiągnął w 1964 roku, kiedy wspólnie z Pederem Pedersenem, Reno Olsenem, Mogensem Freyem i Perem Lyngemarkiem wywalczył złoty medal w drużynowym wyścigu na dochodzenie podczas igrzysk olimpijskich w Meksyku. Był to jedyny medal wywalczony przez Asmussena na międzynarodowej imprezie tej rangi. Na rozgrywanych cztery lata później igrzyskach olimpijskich w Monachium Duńczycy z Asmussenem w składzie w tej samej konkurencji zajęli trzynastą pozycję. Startował również w wyścigach szosowych, wygrywając między innymi dwa złote medale na mistrzostwach krajów nordyckich. W 1970 roku w norweskim Skien wraz z kolegami zwyciężył w drużynowej jeździe na czas, a w 1971 roku w szwedzkim Göteborgu był najlepszy w indywidualnym wyścigu ze startu wspólnego. Wielokrotnie zdobywał medale mistrzostw Danii, zarówno w kolarstwie torowym jak i szosowym, w tym łącznie 10 złotych. Nigdy nie zdobył medalu na szosowych ani torowych mistrzostwach świata.